# Crescent (Oklahoma)
Crescent és una ciutat dels Estats Units a l'estat d'Oklahoma. Segons el cens del 2000 tenia 1.281 habitants.

## Demografia
Segons el cens del 2000, Crescent tenia 1.281 habitants, 562 habitatges, i 361 famílies. La densitat de població era de 466,6 habitants per km².
Dels 562 habitatges en un 29,4% hi vivien nens de menys de 18 anys, en un 49,8% hi vivien parelles casades, en un 10,9% dones solteres, i en un 35,6% no eren unitats familiars. En el 33,8% dels habitatges hi vivien persones soles el 19,6% de les quals corresponia a persones de 65 anys o més que vivien soles. El nombre mitjà de persones vivint en cada habitatge era de 2,28 i el nombre mitjà de persones que vivien en cada família era de 2,9.
Per edats la població es repartia de la següent manera: un 25,1% tenia menys de 18 anys, un 6,7% entre 18 i 24, un 25,5% entre 25 i 44, un 19,4% de 45 a 60 i un 23,3% 65 anys o més.
L'edat mediana era de 39 anys. Per cada 100 dones de 18 o més anys hi havia 85,3 homes.
La renda mediana per habitatge era de 25.096 $ i la renda mediana per família de 32.206 $. Els homes tenien una renda mediana de 25.602 $ mentre que les dones 21.121 $. La renda per capita de la població era de 16.081 $. Entorn del 13,2% de les famílies i el 16,8% de la població estaven per davall del llindar de pobresa.

## Poblacions més properes
El següent diagrama mostra les poblacions més properes.